# Акопов, Александр Завенович
Алекса́ндр Заве́нович Ако́пов (род. 22 ноября 1957, Москва) — российский медиаменеджер, продюсер, сценарист кино и телевидения, телеведущий. Сопредседатель Правления Ассоциации продюсеров кино и телевидения (с 2013), соучредитель продюсерской компании COSMOS studio (с 2015), директор Института кино Высшей школы экономики (с 2021), ведущий телеигры «Сто к одному» на телеканале «Россия» (с 2022).  Кандидат искусствоведения (2011).

## Биография
Александр Акопов родился 22 ноября 1957 года в Москве. Отец — Завен Галустович Акопов (1915—1992), армянин, преподаватель Азербайджанского политехнического института.
После окончания школы 27 в Баку (Азербайджан) поступил в Московский инженерно-строительный институт, который окончил в 1979 году. Во время учёбы в институте играл в «КВН». После окончания института поступил в аспирантуру и написал диссертацию по системам автоматизации проектирования. Преподавал на кафедре архитектуры МИСИ.

### Профессиональная деятельность
С 1979 года работал в гражданском строительстве в качестве мастера, прораба. Участвовал в создании двух жилых домов и одной автоматической телефонной станции.
В 1980 году Акопов организовывает студенческий театр «СНИП», с 1981 года начинает писать телесценарии, участвует в программах Центрального телевидения «Веселые ребята» и «КВН».
В 1986 году его пригласили в Молодёжную редакцию Центрального телевидения, где он занимал должность редактора программы «КВН», вплоть до 1990 года. Отвечал за культурно-массовую работу в кооперативе «Атом» (в рамках движения МЖК), которым руководил Михаил Лесин. В 1988 году вместе с Лесиным создал компанию «Игра — техника» (позднее — «Интеллекс») — одну из первых негосударственных компаний, занимавшихся подготовкой и проведением передач «КВН» на коммерческой основе (поиск спонсоров и рекламодателей).
В 1990 году после творческих разногласий с Лесиным Акопов стал художественным руководителем ТПО «Фокус». Совместно с Главной редакцией программ для детей объединение производило познавательно-развлекательную передачу «Экологический бумеранг» («Экобум») и викторину «Великолепная семёрка» (в ней Акопов выступал и в качестве ведущего).
C апреля по ноябрь 1992 года работал на телеканале PBS (США) в качестве ответственного продюсера специального проекта.
С 1994 по 1996 год Александр Акопов являлся заместителем директора АНО «ТВ-Новости» (позже — «РИА Новости», ныне — МИА «Россия сегодня»). Организовал и возглавлял информационный канал «Деловая Россия» на РТР. В рамках данного канала вёл передачу «Форум». Также продюсировал юмористическую передачу «Раз в неделю».
В марте 1996 года Акопов становится директором продюсерского центра ВГТРК.
C июля 1997 по февраль 2002 года занимал пост генерального директора телеканала «Россия» (РТР), а также заместителя председателя ВГТРК. Принимал участие в запуске в эфир телеканала и курировании таких известных телепередач, как «Аншлаг», «Моя семья», «Горячая десятка» и др.
В 2002 году создал и возглавил компанию «Амедиа», в составе которой — производственная и дистрибьюторская компании, а также построенный компанией студийный комплекс в Москве. С 2005 года партнёром компании являлась промышленно-финансовая группа Access Industries Леонарда Блаватника.
Летом 2015 года покинул пост президента «Амедиа» и совместно с Наталией Шнейдеровой создал продюсерскую компанию COSMOS studio.
В октябре 2022 года вернулся на телеканал «Россия», став с 15 октября 2022 года ведущим телеигры «Сто к одному» вместо покинувшего ВГТРК Александра Гуревича. Кандидатура Акопова была предложена непосредственно руководством телеканала.
С 23 ноября 2022 года по 28 февраля 2025 года был заместителем генерального директора «Национальной Медиа Группы» по развлекательному вещанию и генеральным директором телеканала СТС.

### Педагогическая и общественная деятельность
Стал одним из инициаторов создания Ассоциации продюсеров кино и телевидения (АПКиТ). В 2013 году избран сопредседателем правления Ассоциации продюсеров кино и телевидения (АПКиТ).
Открыл мастерскую по специальности «Продюсирование в кино и телевидении» во ВГИК им. С. А. Герасимова. Автор спецкурса «Основы мастерства продюсера», мастер курса ВГИК им. Герасимова, доцент кафедры сценарного мастерства и искусствоведения «Института повышения квалификации работников телевидения и радиовещания» (ныне — Академия медиаиндустрии).
С декабря 2013 по ноябрь 2022 года — президент Фонда «Академия Российского телевидения».
В 2021 году создал и возглавил Институт кино Высшей школы экономики, открывший подготовку актёров, сценаристов, режиссёров и продюсеров по программам бакалавриата и магистратуры. С марта 2024 года — член учебного совета ВШЭ.

## Продюсер телесериалов
- 1992—1994 — «АБВГД Ltd» (1-й канал Останкино)
- 2002 — «Бригада» (Россия)
- 2003—2004 — «Бедная Настя» (СТС)
- 2004 — «33 квадратных метра» (СТС)
- 2004 — «Дорогая Маша Березина» (СТС)
- 2004—2009 — «Моя прекрасная няня» (СТС)
- 2004 — «Грехи отцов» (СТС)
- 2004 — «Холостяки» (REN-TV)
- 2004 — «Звездочёт» (Россия)
- 2005 — «Талисман любви» (СТС)
- 2005—2006 — «Не родись красивой» (СТС)
- 2005—2006 — «Люба, дети и завод» (СТС)
- 2005—2006 — «Адъютанты любви» (Первый канал)
- 2006—2008 — «Кто в доме хозяин?» (СТС)
- 2006 — «Большие девочки» (Первый канал)
- 2006—2007 — «Любовь как любовь» (Первый канал)
- 2006 — «Братья по-разному» (РЕН ТВ)
- 2006 — «Всё смешалось в доме» (СТС)
- 2007—2008 — «Тридцатилетние» (СТС)
- 2007—2008 — «Татьянин день» (Первый канал)
- 2007 — «Вся такая внезапная» (СТС)
- 2007 — «Право на счастье» (Пятый канал)
- 2007 — «Бывшая» (Новый канал)
- 2008 — «Шаг за шагом» (СТС)
- 2008—2009 — «Петровка, 38» (Первый канал)
- 2008 — «Короли игры» (СТС)
- 2008 — «Сила притяжения» (1+1)
- 2008 — «Морозов» (Первый канал)
- 2008 — «Гуманоиды в Королёве» (ТНТ)
- 2008 — «Жизнь, которой не было» (Россия)
- 2008 — «Монтекристо» (Первый канал)
- 2008—2011 — «Общая терапия» (Первый канал)
- 2008 — «Одна ночь любви» (СТС)
- 2009 — «Люди Шпака» (РЕН ТВ)
- 2009 — «Деревенская комедия» (Первый канал)
- 2009 — «Земля обетованная от Иосифа Сталина» (Первый канал)
- 2009—2010 — «Спальный район» (Первый канал)
- 2010 — «Осведомлённый источник в Москве» (Первый канал)
- 2010 — «Тухачевский. Заговор маршала» (Первый канал)
- 2010 — «Берия. Проигрыш» (Украина)
- 2010—2011 — «Здесь кто-то есть» (ТВ-3)
- 2011—2012 — «Закрытая школа» (СТС)
- 2011 — «Мужчина во мне» (ТВ-3)
- 2011 — «Судебная колонка» (Первый канал)
- 2011 — «И примкнувший к ним Шепилов» (Первый канал)
- 2012—2015 — «Не плачь по мне, Аргентина!» (Первый канал, Дом кино)
- 2012 — «Люба. Любовь» (Россия-1)
- 2012 — «Петровка, 38» (Первый канал)
- 2012 — «Спасти босса» (Украина)
- 2013 — «Ангел или демон» (СТС, СТС International)
- 2013 — «Классная школа» (Карусель)
- 2013 — «В одном шаге от Третьей мировой» (Первый канал)
- 2014 — «Папа в законе» (Россия-1)
- 2014 — «Похождения нотариуса Неглинцева» (ТВ Центр)
- 2014 — «Любит — не любит» (СТС)
- 2014 — «Второй шанс» (Россия-1)
- 2014—2023 — «Екатерина» (Россия-1)
- 2015 — «Луна» (СТС)
- 2015 — «Между двух огней» (ТВ Центр)
- 2015 — «Принц Сибири» (СТС)
- 2017 — «Неизвестный» (ТВ-3)
- 2017 — «Семь футов под килем» (Россия-1)
- 2017 — «Семейные обстоятельства» (Россия-1)
- 2017 — «Похищение Евы» (Россия-1)
- 2018 — «Победители» (НТВ)
- 2020—2023 — «Доктор Преображенский» (Первый канал)
- 2022 — «Елизавета» (Россия-1)

## Продюсер кинофильмов
- 2002 — «Любовник»
- 2008 — «Добрая подружка для всех»
- 2008 — «Новогодняя засада»
- 2008 — «Счастье моё»
- 2008 — «Ванька Грозный»
- 2008 — «Время радости»
- 2011 — «Домработница»
- 2012 — «Васильки для Василисы»
- 2012 — «Крепкий брак»

## Продюсер документальных фильмов
- 2010 — «Гены и злодейство» (Пятый канал)
- 2011 — «Правила взлома» (Первый канал) (в эфир не вышел)
- 2012 — «Шальные деньги» (Первый канал)

## Продюсер мультфильмов
- 2007—2008 — «UmaNetto»
- 2009 — «Наша Маша и волшебный орех»

## Продюсер телепередач
- 1992—1995 — «Великолепная семёрка» (1-й канал Останкино, НТВ)
- 1994—1997 — «Деловая Россия» (РТР)
- 1995—1996 — «Раз в неделю» (ТВ-6, РТР)
- 1997—1998 — «Добрый вечер с Игорем Угольниковым» (РТР)
- 2005 — «В субботу вечером» (СТС)
- 2007—2009 — «Вечер с Тиграном Кеосаяном» (РЕН ТВ)
- 2010 — «Солдаты. И офицеры»[21] (РЕН ТВ)
- 2011 — «Экстрасенсы против учёных» (ТВ-3)

## Санкции
С 25 февраля 2023 года находится под санкциями всех стран Евросоюза за поддержку вторжения России в Украину как заместитель генерального директора медиахолдинга, СМИ которого «активно распространяют пропаганду и дезинформацию, связанную с агрессивной войной России против Украины». Кроме того, Акопов «связан со Светланой Балановой», которая ранее была включена в санкционный список Евросоюза, Украины и Швейцарии.
По аналогичным основаниям, с 1 апреля 2023 года Акопов находится в санкционных списках Украины, со 2 марта 2023 года под санкциями Швейцарии.

## Награды и премии
- Медаль ордена «За заслуги перед Отечеством» II степени (14 мая 2001 года) — за большой вклад в развитие российского телевидения и радиовещания[28].

Проекты Александра Акопова удостаивались многочисленных призов Академии российского телевидения «ТЭФИ», в том числе четырежды — в номинации «Лучший продюсер». На Международном кинофестивале в Сан-Себастьяне в 2002 году приза за лучший сценарий и лучшую операторскую работу удостоен художественный фильм «Любовник» (реж. Валерий Тодоровский).
- 2004 — премия «ТЭФИ 2004» в номинации «Продюсер» за сериал «Бедная Настя».
- 2005 — премия «ТЭФИ 2005» в номинации «Продюсер» за сериал «Моя прекрасная няня».
- 2006 — премия «ТЭФИ 2006» в номинации «Продюсер» за сериал «Не родись красивой».
- 2012 — премия «ТЭФИ 2011» в номинации «Продюсер фильма/сериала» за сериал «Закрытая школа».

## Борьба с пиратством и исковая деятельность
Александр Акопов известен своей исковой деятельностью, а также эпатажными заявлениями. Так, в октябре 2010 года, он подал иск против своей же компании «Амедиа» и выиграл его. В том же году Акопов, выступая на круглом столе по проблемам борьбы с интернет-пиратством, недовольный разгулом пиратства в социальной сети, заявил о том, что около 30 млн пользователей «ВКонтакте» — уголовники:
Это 30 миллионов уголовников, эти соучастники известны, но 30 миллионов посадить в тюрьму нельзя, но 10 тысяч – можно. Мы в состоянии подать иск от лица 22 крупнейших компаний к сети «В Контакте».
Возмущённые пользователи ресурса потребовали извинений от Акопова, и тот публично принёс несколько недель спустя:
Я хотел бы принести свои извинения тем пользователям сети «ВКонтакте», кто, наверное, справедливо обиделся, услышав из сообщений СМИ, что какой-то дядя назвал Вас уголовником.
По мнению депутата Госдумы и члена комитета по науке и наукоёмким технологиям Константина Рыкова, основная цель подобных заявлений Акопова — самопиар и попытки заработать очки на конфликте с крупнейшей социальной сетью в России.

## Интервью
- Глава «Амедиа» о том, какие западные сериалы приживаются у нас и что за подвиги совершают директора по кастингу
- Александр Акопов: На телевидении наблюдается увлечение антигероями
- Александр Акопов: «Мы знаем, как взорвать торренты изнутри»